# Dichromatisme
Ne pas confondre avec dichromatisme sexuel, une forme de dimorphisme sexuel.
Cet article court présente un sujet plus développé dans : Vision des couleurs.

Courbes de sensibilité spectrale des photorécepteurs chez les mammifères dichromates.

Le dichromatisme est une forme de vision des couleurs dans laquelle l'œil a deux types de cellules sensibles à la lumière de sensibilité spectrale différente.
La plupart des mammifères sont dichromates (deux types de cônes avec respectivement un pic de sensibilité dans le vert-jaune et dans le bleu-violet), certains primates, dont l'humain, étant toutefois trichromates.
Le dichromatisme, avec un système visuel capable de comparer les influx des deux types de photorécepteurs, est la condition minimale pour distinguer deux objets ne différant que par la composition spectrale du rayonnement électromagnétique qu'ils émettent ou réfléchissent.

## L'évolution de la vision des couleurs chez les mammifères

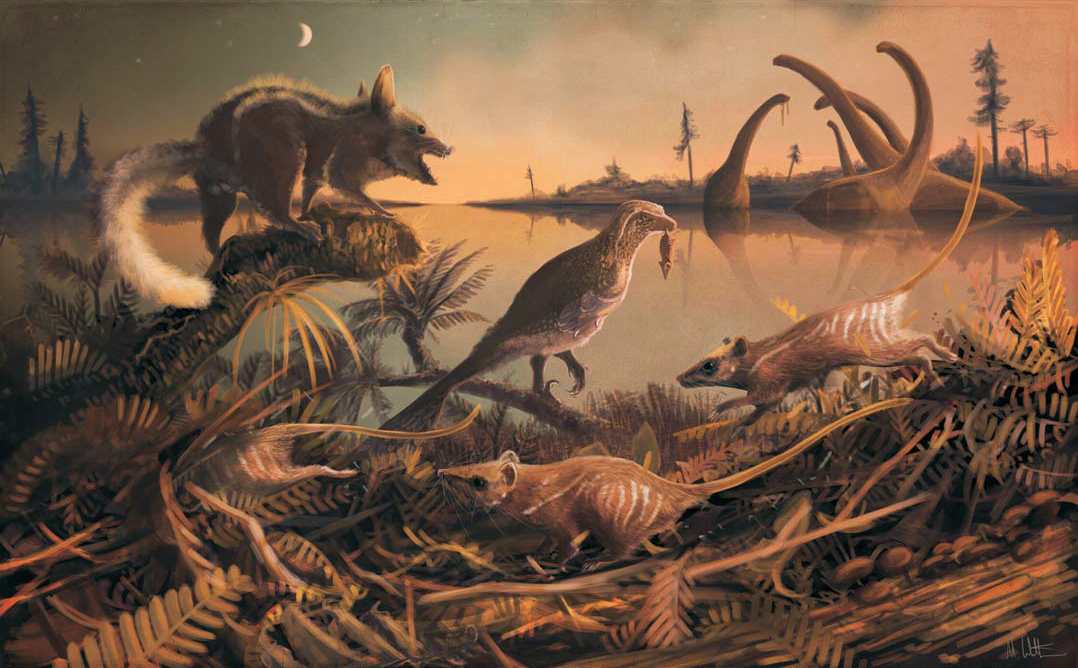
Reconstitution artistique du lagon de Purbeck, au crépuscule : les mammifères (' au centre et à droite au premier plan et ' à gauche au premier plan) chassent la nuit pour trouver des ressources alimentaires (petits vertébrés et surtout insectes) et pour échapper aux Dinosaures prédateurs (au centre à l'arrière-plan, Nuthetes tenant une proie de mammifère dans la gueule).

Il est probable que l'ancêtre commun à tous les vertébrés possédait quatre types de cônes (vision tétrachromatique) acquis au cours du cambrien. L'hypothèse dite du « goulot d'étranglement nocturne (en) » suggère que les mammifères euthériens qui vivaient au temps des dinosaures il y a près de 160 millions d'années étaient des petites espèces nocturnes agiles vivant pour la plupart cachées dans des terriers ou dans les cimes des arbres, ce qui leur permettait d'échapper aux dinosaures prédateurs diurnes même si certains de ces prédateurs terrestres devaient être au moins partiellement actifs la nuit. Cette hypothèse explique la vision dichromatique par la perte de deux photopsines. La vision des couleurs qui en résulte est suffisante pour des excursions diurnes occasionnelles : la plupart des descendants de ces mammifères ont deux types de cônes sensibles aux ondes courtes (maximum dans le bleu) et moyennes (maximum dans le vert),.
La vision trichromatique est apparue plus tard dans l'histoire évolutive des mammifères, avec le développement de cônes sensibles aux ondes longues (maximum dans le rouge). Chez quelques rares mammifères aquatiques (deux lignées de mammifères marins, les Cétacés et les Pinnipèdes) et nocturnes (chauves-souris, des rongeurs et des singes de nuit), la vision monochromatique est adaptée à un fonctionnement en lumière faible (vision scotopique).